# André Oppermann
André Oppermann, né à Hanovre, le 12 avril 1846 et mort à Marcinelle le 29 octobre 1930, est un ingénieur, industriel et inventeur belge d'origine allemande. Il a mis au point et introduit dans l'industrie verrière de nouveaux procédés de fabrication mécanique du verre. Il a ainsi permis l'essor de la verrerie dans le Pays de Charleroi et en Belgique aux XIXe et XXe siècles.

## Biographie
Martin Christian Friedrich André Oppermann (francisé en Martin Chrétien François André Oppermann), né à Hanovre le 12 avril 1846, est le fils de Michael Friedrich Oppermann, géographe et pédagogue, et d'Amalie Johanne Schaumburg. Il a épousé Anna Brogneaux qui lui a donné deux enfants et a obtenu la nationalité belge en 1886.
En 1866, il quitte le royaume de Hanovre annexé par la Prusse. Comme ingénieur, il travaille d'abord avec William Siemens en Angleterre qui l'initie à la technologie des fours à bassin. Ayant été envoyé par Siemens pour construire des fours et France et en Belgique, il s'installe dans la région de Charleroi en Belgique vers 1873. En 1874, il construit et entame des essais sur le premier four à bassin à fusion continue pour verre à vitre qui ait fonctionné dans le monde aux verreries Deulin père à Jumet. Ce dernier se désintéresse ensuite de cette expérience. En 1875, Oppermann construit pour son propre compte à Roux (à proximité de Charleroi) un deuxième four à bassin à fusion continue alimenté au gaz. 

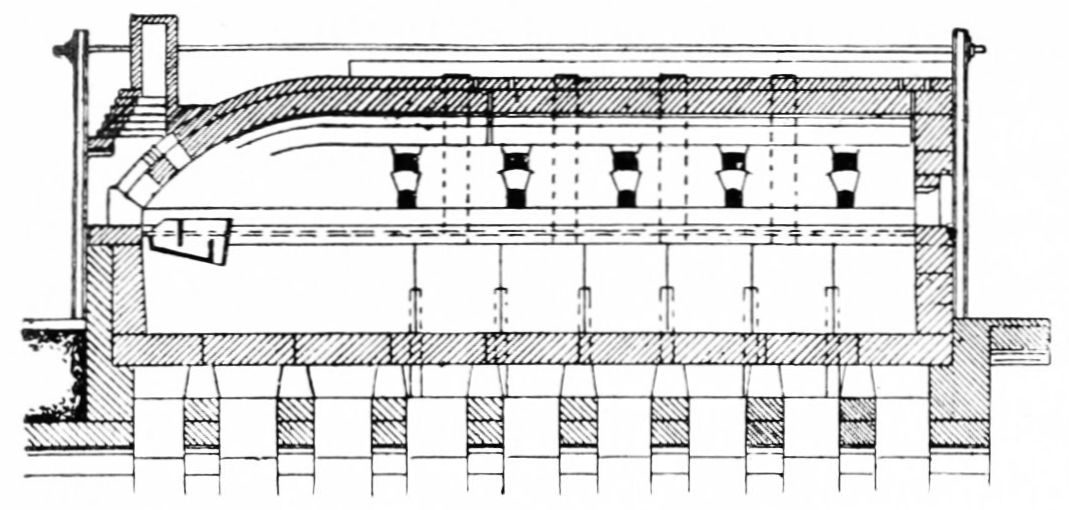
Four à bassin Siemens.

Engagé par les verreries Dominique Jonet en 1876, il y installe le premier grand four à bassin en 1877. L'introduction du four à bassin à fusion continue alimenté au gaz révolutionne le secteur du verre : les anciens fours à pot sont dépassés, les souffleurs de verre perdent la supériorité que leur procurait leur savoir-faire et se transforment en simple rouage de la mécanisation. Les fours à bassin se généralisent alors d'abord dans l'usine Baudoux construite à cette fin à Jumet puis dans les autres verreries en Belgique. Dans les années 1880, Oppermann a en effet secondé Eugène Baudoux (qui est lié familialement aux Jonet) lors de l'adaptation du four à gaz Siemens en verrerie à vitres. 
La révolution technologique due à l'introduction des fours à bassin de grande taille dans l'usine Baudoux provoque toutefois des tensions sociales liées à la réduction des salaires, à l'allongement du temps d'apprentissage et à l'introduction du travail en roulement d'équipes, mesure qui bat en brèche l'individualisme des ouvriers verriers. Elle est ainsi l'une des causes des émeutes de 1886 dans la région de Charleroi qui voient notamment le saccage de la verrerie d'Eugène Baudoux et l'incendie de son château à Jumet.
Oppermann poursuit la collaboration avec les verreries Jonet jusqu'en 1890. Á cette date, André Opperman construit une nouvelle verrerie sur le site de la S.A. des Glaces et Verreries du Hainaut, en partie détruite en 1886. Sa société dont il assume la direction, la S.A. des Glaces de Charleroi, est située à Roux. Elle est équipée de trois à seize fours à bassin, de cent trente deux carcaises à recuire les glaces, de dix appareils à doucir et de sept appareils à polir. Inaugurée en 1891, une nouvelle division est créée en 1894 pour la confection de verre armé. 
En 1903, il se rend aux États-Unis pour le compte du syndicat des maîtres de verrerie belge pour étudier le fonctionnement des machines à fabriquer le verre à vitre. 
Personnalité multiforme, il se fait, après avoir pris sa pension, écrivain, penseur, aquarelliste et compositeur de musique.

## Hommage et distinction
Son nom a été donné à la « Rue Oppermann » à Marcinelle-Villette.
La distinction suivante lui a été décernée en 1925 :  Chevalier de l'ordre de Léopold.